# Lea Mrázová
Lea Mrázová nata Krššáková (Moštenica, 9 novembre 1906 – Bratislava, 11 gennaio 1995) è stata una pittrice, traduttrice e artista tessile slovacca.

## Biografia
Frequentò il ginnasio di Banská Bystrica e proseguì gli studi dal 1925 al 1927 alla facoltà di filosofia dell'Università Carolina di Praga e poi all'Università Comenio di Bratislava. Frequentò le scuole di pittura di Rudolf Vejrych a Praga e di Gustáv Mallý a Bratislava, si iscrisse nel 1937 all'Accademia ucraina di belle arti di Praga e nel 1947 all'Académie des beaux-arts di Parigi. 
Collaborò alla rivista Živena di Martin a partire dal 1930 e dal 1934 al 1939 ne fu direttrice responsabile. Dal 1939 lavorò a Bratislava come libera professionista, dal 1950 al 1951 fu lettrice esterna di storia della letteratura francese all'Università Comenio.
Fu esponente della Generazione del 1909 dell'arte slovacca, mantenne tuttavia le proprie posizioni artistiche e ideali, la sua produzione è caratterizzata da una calligrafia e da un uso del colore personali. Si dedicò all'arte anche come direttrice della rivista Živena, per cui dipinse ritratti di artisti. Dopo il 1937, si occupò soprattutto di pittura, concentrandosi principalmente sulla ritrattistica, creando una galleria di ritratti di personalità artistiche, in particolare di vita teatrale. Il suo lavoro comprendeva anche nature morte, dipinti di paesaggi, composizioni di figure, motivi folkloristici e scene di lavoro. Sotto l'influenza del suo soggiorno di studio a Parigi, arricchì il suo lavoro con opere monumentali, arazzi murali e opere di arte tessili realizzate con la tecnica dell'art protis. Fu autrice di recensioni, feuilletons, articoli e studi di settore, oltre a Živena, collaborò con Slovenské pohľady, Národné noviny e con la rivista Elán. Si dedicò anche alla traduzione di opere della letteratura polacca e francese. 
Fu sposata ad Andrej Mráz, storico e critico della letteratura e del cinema.

## Riconoscimenti
Ebbe dallo stato il titolo di artista meritevole.